# 蒋旭
蒋旭（1973年8月21日—），中国篮球运动员。曾获得2004年WCBA全明星正赛最有价值球员。
她的父亲是篮球运动员、教练蒋兴权，母亲是篮球运动员耿孟慧，丈夫是篮球运动员王俊义。